# Exotická kočka

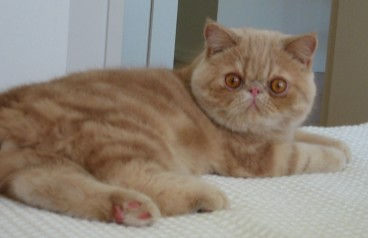
krémová exotická kočka

Exotická kočka byla vyšlechtěna ve Spojených státech amerických zkřížením perské kočky s britskou krátkosrstou kočkou a americkou krátkosrstou kočkou. Podobá se perské kočce, má však krátkou a hustou srst. Kříženci perských koček s americkými kočkami krátkosrstými byly ve Spojených státech amerických vystavováni již počátkem 60. let 20. století, ale jen jako kočky domácí, bez příslušnosti k určitému plemeni. V roce 1966 bylo rozhodnuto, že by se tyto kočky měly chovatelsky podchytit. Byl vypracován standard a plemenu byl vcelku náhodně přidělen název Exotická kočka. Americká chovatelská organizace CFA toto plemeno uznala již v roce 1967. Kolem roku 1982 byli první jedinci dovezeni do Evropy – do Německa, Švýcarska, Skandinávie. FIFe uznala tento druh kočky až v roce 1984, a to v identických barvách, jaké mají perské kočky. Exotická kočka se kromě rozdílu v délce srsti podobá perským kočkám. Jsou to středně velké kočky s kulatou hlavou, širokým nosem a zřetelným stopem. Exotická kočka je klidná a mírumilovná, neaktivní.